# Jimmy White's Cueball 2
Jimmy White's Cueball 2 (ook wel Jimmy White's Cueball World) is een computerspel dat werd ontwikkeld door Awesome Studios en uitgebracht door Virgin Games. Het spel kwam in 1998 uit voor Microsoft Windows. Later volgde ook andere platforms. Het spel is een snookerspel dat uitgebracht onder licentie van Jimmy White. Het spel is getekend in 3D.

## Releases
| Jaar | Platform               |
| ---- | ---------------------- |
| 1998 | Windows                |
| 2000 | Dreamcast, PlayStation |
| 2002 | PlayStation 2          |

## Ontvangst
| Beoordeeld door       | Platform    | Datum             | Score |
| --------------------- | ----------- | ----------------- | ----- |
| PC Gameplay (Benelux) | Windows     | mei 1999          | 86%   |
| Power Unlimited       | Dreamcast   | januari 2000      | 84%   |
| Consoles Plus         | Dreamcast   | november 1999     | 84%   |
| Power Unlimited       | Windows     | oktober 1998      | 80%   |
| Eurogamer.net (GB)    | Dreamcast   | 7 april 2000      | 80%   |
| GameStar (Duitsland)  | Windows     | januari 2002      | 78%   |
| PSX Nation            | PlayStation | 16 januari 2001   | 66%   |
| PC Player (Duitsland) | Windows     | juli 1999         | 62%   |
| NowGamer              | Dreamcast   | 24 september 1998 | 59%   |
| IGN                   | PlayStation | 18 december 2000  | 25%   |